# Прага Е-214
Прага Е-214 је био чехословачки спортски авион кога је између два рата произвeла Фабрика авиона Прага. Био је то једномоторни висококрилац са затвореном кабином, четири седишта и фиксним стајним трапом.

## Пројектовање и развој
Авион Прага Е-214 је пројектовао инж. Јарослав Шлехта на основу претходника Е-114. Авион Прага Е-114 се показао као веома добар авион у сваком погледу.  Његова носивост, навела је  конструкторе да направе нови авион  са четири седишта. Радови на новом пројекту су започети на лето 1935. године. Пројектовање авиона и изграда  прототипа се убрзано одвијало тако да је већ у фебруару 1936. полетео прототип који је крштен као Е-214.
Авион је настао причвршћивањем повећаног дрвеног трупа испод крила  авиона Прага Е-114, чија је структура нешто ојачана. Предњи одељак за посаду са два седишта је исти као код Е-114, укључујући и начин укрцавања. Новом авиону је придодата друга кабина испод крила за два додатна путника који су седели један поред другог. Овој другој кабини се приступало кроз врата на бочној страни трупа испод крила. Што је проузроковало промену стајног трапа и кљуна авиона.
Новопројектовани авион био је 100 kg тежи од претходника. Ово је довело до замене оригиналног мотора Прага B-2 са снажнијим мотором веће снаге. Изабран је радијални седмоцилиндрични Pobjoy R, произвођача британске компаније Pobjoy Air Motors. Доказанo, поуздани "R" мотор је у великој мери коришћен у конструкцији једноседа, лаких и ултралаких авиона широм Европе. Захваљујући својој популарности, Чехословачкa, фабрика мотора Walter је откупила лиценцу. Па се тај мотор од 1933. године производио од под ознаком Walter Mira-R.
Карактеристике авион са Pobjoy R мотором од 55 kW (75 KS) су и даље биле веома добре, па је Прага Е-214 са четири седишта била веома економичн авион. 
Припремала се и монтажа мотора Прага РД са редуктором снаге 62 kW (85 KS), али до ње није дошло. На исти начин, припремљена верзија Е-215 са трупом од заварених челичних цеви остала је у виду пројекта.

## Технички опис
Труп авиона је био петоугаоног попречног пресека, био је простран да је у њега могла да стану два седишта једно поред другог. Носећа структура трупа авиона је била направљена као решеткаста дрвена конструкција направљена од пуног дрвета. Поља решеткасте конструкције су била укрућена дијагоналама од челичне жице а облога трупа је била делимично од дуралуминијумског лима (облога мотора и носач мотора), дрвене лепенке (кабина) и импрегнираног платна (репни део трупа).
Погонска група је имала 7-мо цилиндрични радијални, ваздухом хлађени мотор Pobjoy R снаге 55 kW (75 KS) на чијем вратулу је била дрвена двокрака елиса фиксног корака. Мотор је био обложен капотажом која је обезбеђивала принудно хлађење моторних цилиндара. Издувни гасови су са два ауспуха изводили издувне гасове испод трупа авиона. Напајање горивом је било гравитационо из резервоара смештених у крилу авиона.
Крило је било једноделно, дебелог профила, самоносеће дрвене конструкције. У крилним празнинама су били смештени резервоари за гориво. Облик крила је био једнакокраки трапез, са заобљеним крајевима. Нападна линија крила је била управна на осу трупа авиона. Конструкција крила је била од дрвета са две  дрвене кутијасте рамењаче, а облоге делом од дрвене лепенке а делом од импрегнираног платна. Покретни делови крила су такође имали конструкцију од дрвета док им је облога била од импрегнираног платна.
Авион има два хоризонтална и један вертикални стабилизатор на које су прикачена кормила дубине и правца. Сви елементи репа авиона имају дрвену конструкцију. Непокретни делови репа (стабилизатори) су обложени шперплочом а покретни (кормила) имају облогу од импрегнираног платна. Хоризонтални стабилизатори су са доње стране косим упорницама били ослоњени на доњи део трупа а са горње стране жичаним затезачима били везани за вертикални стабилизатор.
Стајни трап је фиксан направљен од заварених челичних цеви. Точкови су били са гумама нисоког притиска, независни један од другог, за труп су везани троугластом виљушком и вертикалним носачем у који су уграђени амортизери. Точкови су били обложени лименим аеродинамичким облогама. Размах између точкова је приличан што обезбеђује авиону већу стабилност приликом рулања по неравном терену као и при полетању и слетању. Испод репа се налази еластична дрљача.

## Верзије
Поред верзије Е-214 која је направњена само у једном примераку, није дошло до његове серијске производње, али се наставило даље са покушајима да се усаврши (побољша) авион Прага Е-114.
- Прага Е-115 - се појавио 1937. године са значајним изменама на крилу. Распон је само мало смањен (за 200 мм), али корекцијом конуса смањена је површина крила за 20%. Елерони су били прекривени платном. Могао је да га покреће један од мотора Прага Б или Д и био је приметно бржи од ранијих варијанти, чак и са слабијим мотором. Е-115 је такође имао побољшан стајни трап, са аеродинамичним челичним носачима који су спојени шипкама за средишњи део трупа. Точкови су били са балон гумама, а амортизација помоћу гумених ужади (сандова).
- Прага Е-117 - из 1937. године доживео је велике измене. Крило је било истог распона као код Е-114, али је корекцијом конуса, смањена површина крила за (3,3%). По први пут су код овог авиона постављена закрилца (сплит типа). Крило је остало дрвено а репни стабилизатори и кормила су слично конструисани. Нова конструкција трупа са челичном конструкцијом и облогом од платна, омогућила је Е-117 да по први пут има врата кабине, као и издашнији ентеријер. Имао је конзолне ноге стајног трапа, са точковима у аеродинамичким облогама и задњим точком уместо дрљаче, која се користила код већине Е-114 и Е-115. Један од два Е-117 имао је стајни трап типа трицикл, његове главне ноге су биле померале уназад и уграђен носни точак.

## Табела техничких података за авионе Прага Е-114 - Е-214
| Тип авиона Прага |                   |               |               |               |
| ---------------- | ----------------- | ------------- | ------------- | ------------- |
| Намена           | спортски          | спортски      | спортски      | спортски      |
| Година           | 1934.             | 1937.         | 1937.         | 1936.         |
| Посада           | 1                 | 1             | 1             | 1             |
| Број путника     | 1                 | 1             | 1             | 3             |
| Дужина           | 6,60 m            | 6,80 m        | 6,80 m        | 7,00 m        |
| Размах           | 11,00 m           | 10,80 m       | 11,00 m       | 11,00 m       |
| Висина           | 1,60 m            | 1,60 m        | 1,60 m        | 2,07 m        |
| Површина крила   | 15,25 m²          | 12,20 m²      | 14,75 m²      | 15,25 m²      |
| Маса празног     | 290 kg            | 360 kg        | 410 kg        | 430 kg        |
| Маса полетна     | 490 kg            | 610 kg        | 650 kg        | 780 kg        |
| Мотор            |                   |               |               |               |
| Снага            | 29 kW (ca. 40 PS) | 58 kW (79 PS) | 58 kW (79 PS) | 55 kW (75 KS) |
| Max. брзина      | 147 km/h          | 215 km/h      | 204 km/h      | 175 km/h      |
| Плафон           | 3.500 m           | 3.500 m       | 3.500 m       | 3.600 m       |
| Долет            | 450 km            | 500 km        | 570 km        | 465 km        |
| Брзина пењања    | 92 m/min          | 131 m/min     | 131 m/min     | 152 m/min     |

## Оперативно коришћење
Сви поменути авиони су направљени као прототипови, до њихове серијске производње није дошло. Авиони су након опитовања коришћени у аероклубовима Чехословачке.

## Земље које су користиле авион
- Чехословачка